# Holowniki projektu H-960
Holowniki projektu H-960 – seria dwóch polskich holowników portowo-redowych zbudowanych w stoczni remontowej Nauta dla Marynarki Wojennej, oznaczonych H-6 i H-8. Stanowią rozwinięcie holowników projektu H-900/II.

## Konstrukcja
Jednostki wzorowane były w dużej mierze na holownikach projektu H-900/II, przez co ich układy pomieszczeń wewnętrznych, jak i wizualnie są do siebie mocno zbliżone. Tuż za forpikiem znajdują się trzy pomieszczenia załogi, dwa dwuosobowe oraz jeden przeznaczony dla dwunastu marynarzy oraz pomieszczenie gospodarcze. W przedziale siłowni znajduje się silnik główny oraz trzy zespoły prądotwórcze. Przedostatni przedział kadłuba to magazyn, a ostatni to skrajnik rufowy z maszyną sterową. W nadbudówce mieści się magazyn dziobowy, pomieszczenie dowódcy holownika, jadalnia, kuchnia, magazyn prowiantowy oraz blok sanitarny, służący jednocześnie jako śluza wejściowa podczas działań na skażonym akwenie. Burty kadłuba i dziób osłonięte są odbojnicami i pokryte gumową wykładziną chroniącą przed uszkodzeniem kadłubów dopychanych jednostek.

## Opis

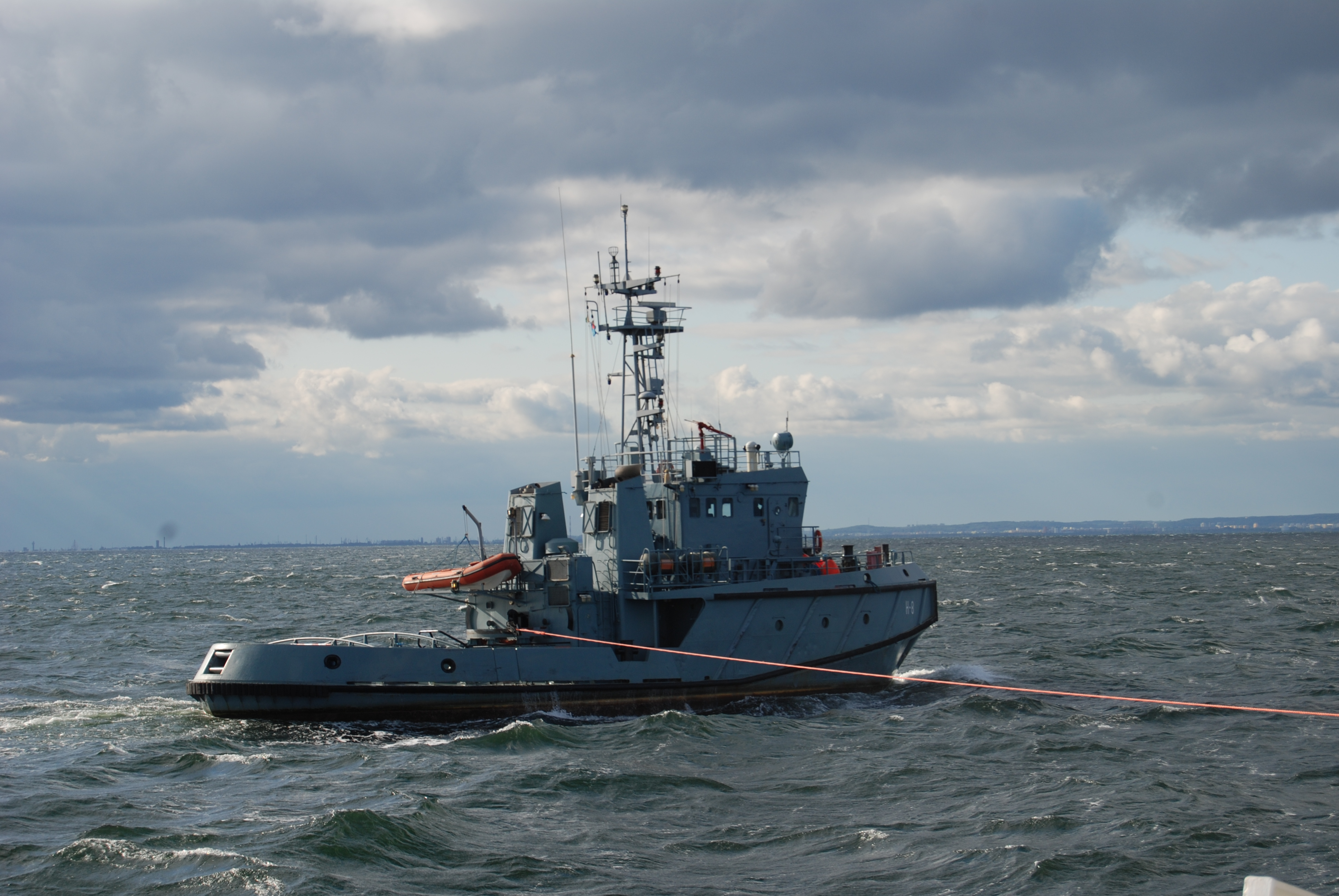
Holownik H-8 podczas pracy na morzu

Holowniki projektu H-960 są uniwersalnymi holownikami przystosowanymi do prac ratowniczych. Wyposażone są w działko wodne oraz pneumatyczną łódź. Ponadto w razie potrzeby mogą pełnić rolę portowych, jak i redowych lodołamaczy. Jednostki te przystosowane są do udziału w akcjach ratowniczych obejmujących awaryjne holowanie jednostki na morzu, gaszenie pożarów oraz osuszanie zatopionych przedziałów. Posiadają możliwość przewożenia na krótkich trasach 50 osób na otwartych pokładach.

## Zbudowane jednostki
- H-6 – wcielony do służby 29 września 1992 roku. Służy w 8 Flotylli Obrony Wybrzeża w Świnoujściu[3].
- H-8 – wcielony do służby 19 marca 1993 roku. Służy w 3 Flotylli Okrętów w Gdyni[2].